# Альфред Гугенберг
Альфред Ернст Крістіан Александр Гугенберг (нім. Alfred Ernst Christian Alexander Hugenberg; 19 червня 1865, Ганновер, — 12 березня 1951, Кюкенбрух) — німецький бізнесмен і політик, член першого кабінету Адольфа Гітлера в 1933 році.

## Біографія
Народився 19 червня 1865 року в Ганновері.
З 1883 по 1888 рік вивчав юриспруденцію в Гетінгені, Гайдельберзі і Берліні. 1888 року в Страсбурзі захистив докторську дисертацію. З 1888 по 1890 рік служив в армії. 1891 року разом з Карлом Петерсом заснував Загальний німецький союз (з 1894 року Пангерманський союз), який займався підтримкою національної свідомості, захистом інтересів німців за кордоном і німецькою зовнішньою політикою. Деякий час був головою союзу. З 1894 по 1899 рік був урядовим асесором у прусській комісії у справах поселенців у Позені. Розглядав свою роботу як національну боротьбу проти Польщі.
У 1900 році одружився з Гертрудою Адікес.
З 1903 по 1907 рік працював радником у прусському міністерстві фінансів, з 1907 по 1908 рік — директором гірничо-металургійного банку у Франкфурті-на-Майні.
З 1909 по 1918 рік був головою дирекції «Фрідріх Крупп АГ» в Ессені.
У 1916 році, купивши видавництво «Шерль» і друге за величиною німецьке інформаційне агентство «Телеграфен-Уніон», Гугенберг узявся за створенням так званого концерну Гугенберга, до якого увійшли видавництво, інформаційні і рекламні агентства, кінокомпанії (зокрема, UFA) і численні газети. На початок 1920-х років у першу чергу за допомогою інформагентств він чинив великий вплив на друк правого напряму.
У 1918 році вступив до НННП, представляв цю партію з 1919 року в рейхстазі. Став головою НННП після її провалу на виборах у 1928 році. Після розпуску НННП разом з іншими партіями в 1933 році він, попри це, залишався «гостем» у нацистському парламенті аж до 1945 року.
Гугенберг був прибічником ідей радикального націоналізму. Він сподівався повалити режим Веймарської республіки і встановити авторитарну форму правління.
До 1933 року співпрацював з нацистською партією, у 1932 році підтримав Франца фон Папена. Він став міністром з питань економіки, міністром сільського господарства і продовольства в кабінеті Гітлера. У червні 1933 був вимушений скласти з себе повноваження міністра, але залишився депутатом рейхстагу.
Після війни Гугенберг був затриманий англійцями. Помер 12 березня 1951 року.